# Srní
Srní är en ort i Tjeckien.   Den ligger i regionen Plzeň, i den sydvästra delen av landet, 130 km sydväst om huvudstaden Prag. Srní ligger 860 meter över havet och antalet invånare är 320.
Terrängen runt Srní är kuperad. Runt Srní är det mycket glesbefolkat, med 4 invånare per kvadratkilometer. Närmaste större samhälle är Sušice, 16,2 km norr om Srní. I omgivningarna runt Srní växer i huvudsak barrskog.